# Jamie Jones (snukerist)
Jamie Jones, valižanski snukerist, * 14. februar 1988.
Jones prihaja iz Neatha. V sezoni 2006/07 se je pridružil svetovni karavani, potem ko je bila za njim solidna amaterska kariera. Po koncu sezone ni uspel ubraniti svojega mesta med elito.
Jonesov najboljši dosežek v njegovi prvi poklicni sezoni je bila uvrstitev med najboljših 48 igralcev, to mu je uspelo na turnirju Grand Prix 2007. Leta 2002 je Jones spisal zgodovino, saj je postal najmlajši igralec, ki je na uradnem turnirju dosegel niz 147 točk, tedaj je štel 14 let. Ta rekord je sicer kasneje potolkel Judd Trump.

## Osvojeni turnirji

### Amaterski turnirji
- EBSA evropsko prvenstvo do 19 let - 2004